# 福岡市立曲渕小学校
福岡市立曲渕小学校（ふくおかしりつ まがりふちしょうがっこう）は、福岡県福岡市早良区大字曲渕字原にあった公立小学校。
2019年度以降休校中。

## 歴史
- 1873年（明治6年） - 開校
- 1941年（昭和16年） - 曲渕国民学校に改称。
- 1947年（昭和22年） - 学制改革により内野村立曲渕小学校に改称。
- 1955年（昭和30年） - 早良村発足により早良村立曲渕小学校に改称。
- 1956年（昭和31年） - 早良村の町制施行により早良町立曲渕小学校に改称。
- 1975年（昭和50年） - 早良町の福岡市への編入により福岡市立曲渕小学校に改称。
- 2019年（平成31年）3月31日 - この日限りで休校。

上述のように山間部に所在するへき地小規模校であり、2015年4月1日現在の児童数は26人となっていた。福岡市が実施している小規模校特別転入学制度「海っ子山っ子スクール」の対象校となっており、校区外からの通学が可能であった。2016年度いっぱいで校区内の児童2人が卒業したことにより校区内の児童が1人もいなくなり在籍児童全員が校区外通学の児童となったことから、2019年3月末で休校し、通学区域は福岡市立内野小学校の通学区域に編入された。

## 通学区
（休校時点）
通学区は以下の早良区内の各地域となる。
- 大字曲渕
- 大字飯場

学区一帯は福岡市南西部の山間部地域であり、学校所在地、校区ともに早良区で最西部に位置する。学校は曲渕ダムの南西の集落内にあり、裏手を八丁川（室見川）が流れている。西鉄バス曲渕バス停が至近距離にある。中学校については、早良中学校の校区となる。

### 校区が隣接する小学校
- 福岡市立入部小学校
- 福岡市立内野小学校
- 福岡市立金武小学校
- 糸島市立怡土小学校
- 佐賀市立北山東部小学校

## 校歌
- 作詞：井上純一
- 作曲：餘田幸夫